# Porto con villa Medici
Il dipinto Porto con villa Medici è opera del pittore francese Claude Gellée (o Gelée), noto come Lorrain, che è considerato un maestro del paesaggio ideale.

## Storia e descrizione
Alla morte del cardinale Leopoldo de' Medici, nel 1675, questo dipinto passò nelle collezioni di a Palazzo Pitti e nel 1773 approdò agli Uffizi. Il dipinto, come è documentato di mano di Lorrain, in un disegno del Liber Veritatis (il foglio è ora conservato al British Museum) era stato realizzato per il cardinale Carlo de' Medici.
Claude Lorrain aveva creato un suo Liber Veritatis,  cioè un album con 195 suoi disegni, tratti dai suoi dipinti, realizzati a partire dal 1639. L'artista intendeva in questo modo tutelare la sua opera, divenuta oggetto di imitazione. Il Liber Veritatis fu smembrato e fogli sparsi sono conservati oggi in raccolte pubbliche e private. Villa Medici appare in due disegni e in alcuni dipinti di Lorrain.
La Villa Medici di Roma nel 1576 era stata acquisita, ancora in costruzione, dal cardinale Ferdinando de' Medici, che la fece completare da Bartolomeo Ammannati. Bassorilievi e statue romane, riemerse dalle vigne circostanti, erano state incastonate nella facciata interna dell'edificio, come in un museo all'aperto. Fu utilizzata come sede dell'ambasciatore del Granducato di Toscana presso il papa, fino all'età napoleonica, quando passò alla Francia. 
Alla sinistra di Villa Medici, in questo porto ideale si staglia contro la foschia illuminata dall'aurora una lanterna, identificabile con la lanterna di Genova, della quale il pittore aveva già fornito una meravigliosa descrizione nel dipinto Il Porto di Genova, Vista Mare (Circa 1628), ad oggi conservato presso il Museo del Louvre. 

## Esposizioni
- Exposition du paysage, Parigi, 1925[3]
- Exhibition of French art 1200-1900, Londra, 1932[4]
- La peinture française à Florence, Firenze, 1945[5]
- L'ideale classico e la pittura di paesaggio, Bologna, 1962[6]
- Pittura francese nelle collezioni pubbliche fiorentine, Firenze, 1977[7]

## Note

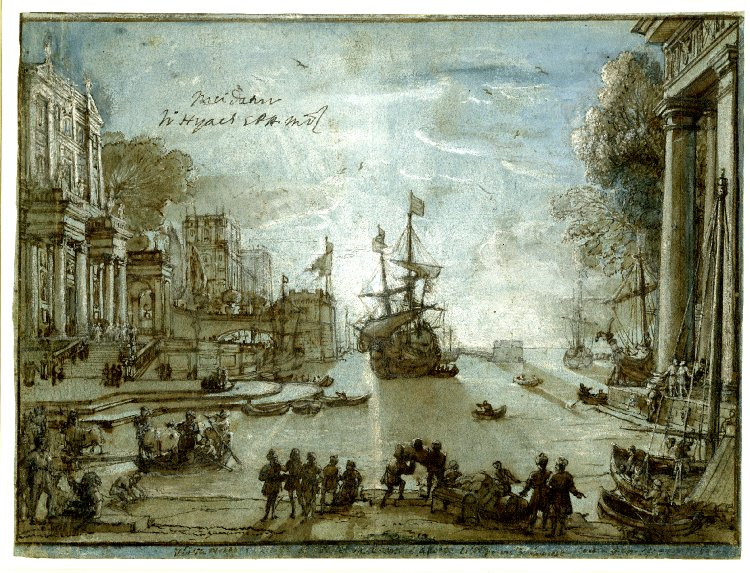
Foglio del Liber Veritatis, (Louvre)